# Estalagmita

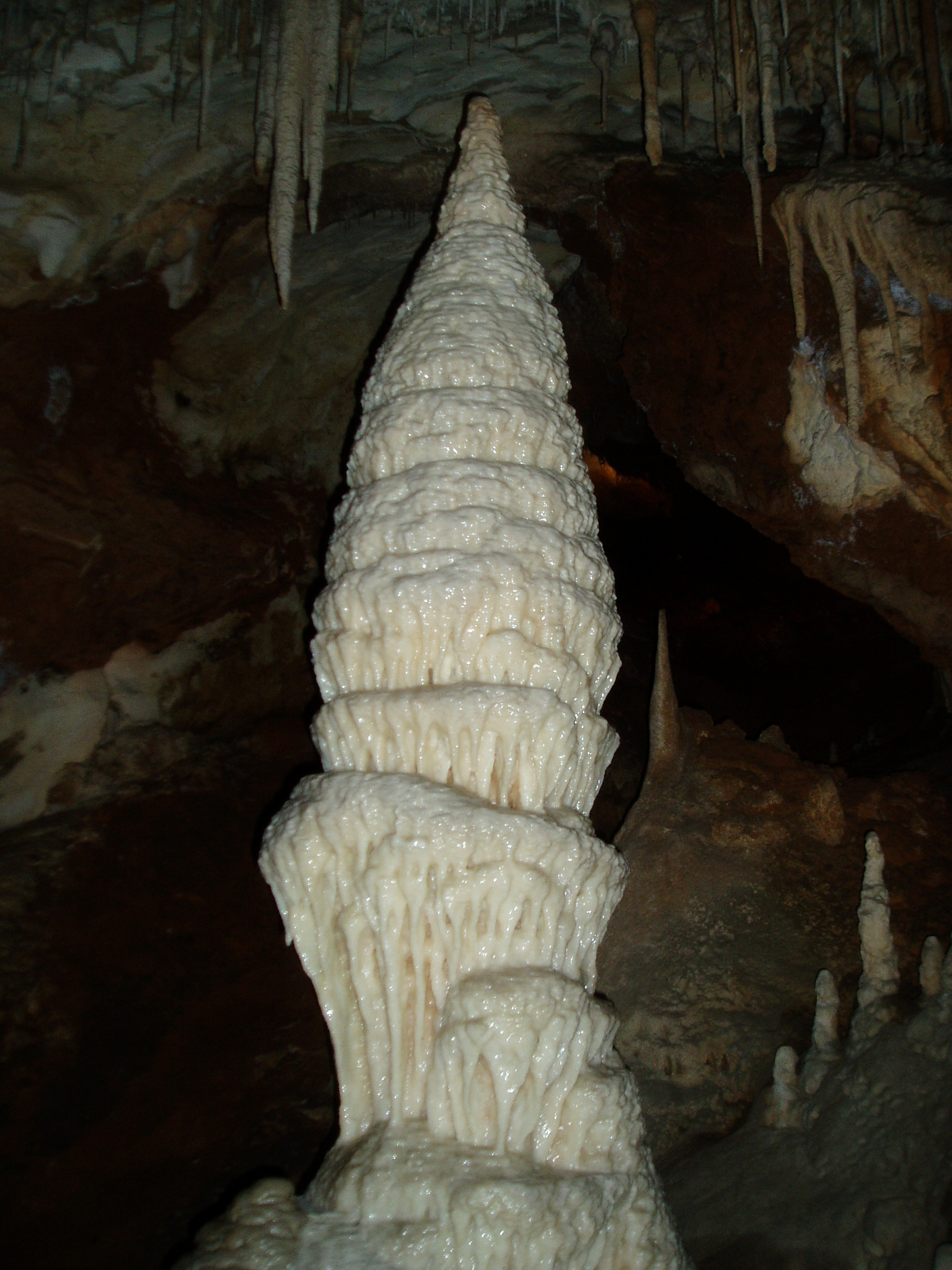
Estalagmita

Una estalagmita (del grec stalagma, gota) és un tipus d'espeleotema (dipòsit de minerals que es forma per precipitació química) que es forma al terra d'una cova calcària a causa de la decantació de solucions i la deposició de carbonat de calci.
La formació corresponent al sostre d'una cova es coneix com a estalactita. Si aquestes formacions creixen prou per trobar-se, el resultat s'anomena columna o pilar.
Les estalactites i estalagmites també poden formar-se en sostres i terres de formigó, encara que es formen molt més ràpidament en l'ambient natural d'una cova.

## Estalagmita més alta
L'estalagmita més alta és a la Cova de Zhin Jin, a la Xina. Té 70 metres d'altura.